# سبايكينيسه
سبايكينيسه Spijkenisse  هي مدينة وبلدية سابقة غرب هولندا، في مقاطعة جنوب هولندا. وبعد الإصلاح الإداري عام 2015 أصبحت جزءاً من بلدية
نيسافارد.

## طوبوغرافيا
خريطة طوبوغرافية هولندية لبلدية سبايكينيسه، سبتمبر 2014.

## أعلام
- فاتو غونزاليز
- دونكان لورنس
- أفروجاك
- مارتين بارتو